# Осада Силистрии (1828)
Осада Силистрии — военная операция, предпринимавшаяся российской армией в 1828 году во время Русско-турецкой войны (1828—1829).

## Блокада крепости
После переправы через Дунай у деревни Сатуново (сейчас Новосельское) российская армия приступила к осаде турецких крепостей. Для обложения Силистрии был назначен отряд генерала Л. О. Рота (16-я пехотная дивизия и 4-я уланская дивизия, всего около 10 тысяч человек). Разбив вышедшие из крепости войска в упорном бою 9-го июля, Рот обложил крепость.
На бастионах крепости османами было размещено десять орудий, по четыре на каждом, оставив только по одному на каждом фланге. Гарнизон Силистрии состоял из 15 000 человек.  
Первая позиция генерала Рота была строго оборонительной: его солдаты были размещены на возвышенности перед крепостью, вне досягаемости ее орудий. На расстоянии двух тысяч ярдов от крепости русские начали рыть свои окопы. Правый фланг доходил до Дуная, но левый невозможно было довести до реки, поскольку он все еще удерживался османами. 10 августа флотилия из тридцати шести русских кораблей предстал перед Силистрией, но не вступала в бой с крепостью. 
Турки оборонялись очень энергично и часто предпринимали вылазки. Хотя последние и были отбиваемы, но блокада была слабой, что доказало дело 30-го августа, когда в крепость пробился присланный из Шумлы 5-тысячный отряд с транспортом боеприпасов. В полночь 16 (28) августа русские атаковали турецкие войска, расположившиеся лагерем на двух ближайших к ним высотах (А и Б), и отбросили их. Турки потеряли около пятисот человек. 
В половине сентября стал прибывать из России под Силистрию 2-й пехотный корпус и сменил войска Рота, направленные к Шумле. Численность атакующего возросла до 20-25 тысяч, но к осаде нельзя было приступить из-за неимения осадной артиллерии.

## Осада крепости
Только к половине октября прибыло 62 осадных орудия, и пришел из-под Шумлы 3-й корпус. Тогда предположено было повести энергичную осаду, но уже было поздно, так как в глубокую осень дороги стали непроезжими, подвоз припасов прекратился и сказался недостаток снарядов, пороха и продовольствия. Также внезапно наступили сильные холода и метели, а на Дунае начался ледоход, угрожавший окончательно прервать сообщения осадного корпуса под Силистрией. Тогда, после 2-дневного бомбардирования, крепости 23-го октября было предложено сдаться, но когда последовал отказ, то 27-го октября осада была снята, и российские войска отошли за Дунай.